# Jitka Dolejší
Jitka Dolejší, född 14 maj 1958, är en tjeckoslovakisk bågskytt. Hon deltog vid olympiska sommarspelen 1980.